# Viseu (kerület)
Viseu kerület (portugálul: Distrito de Viseu) Portugália északi-középső részén, Norte és Centro régiókban található közigazgatási egység. Északról Porto és Vila Real kerületek, északkeletről Bragança  kerület, keletről Guarda kerület, délről Coimbra kerület, nyugatról pedig Aveiro kerület határolja. Nevét székhelye, Viseu után kapta. Területe 5007 km², ahol 394 927 fős népesség él. 

## Községek
Viseu kerületben 24 község (município) található, melyek a következők:

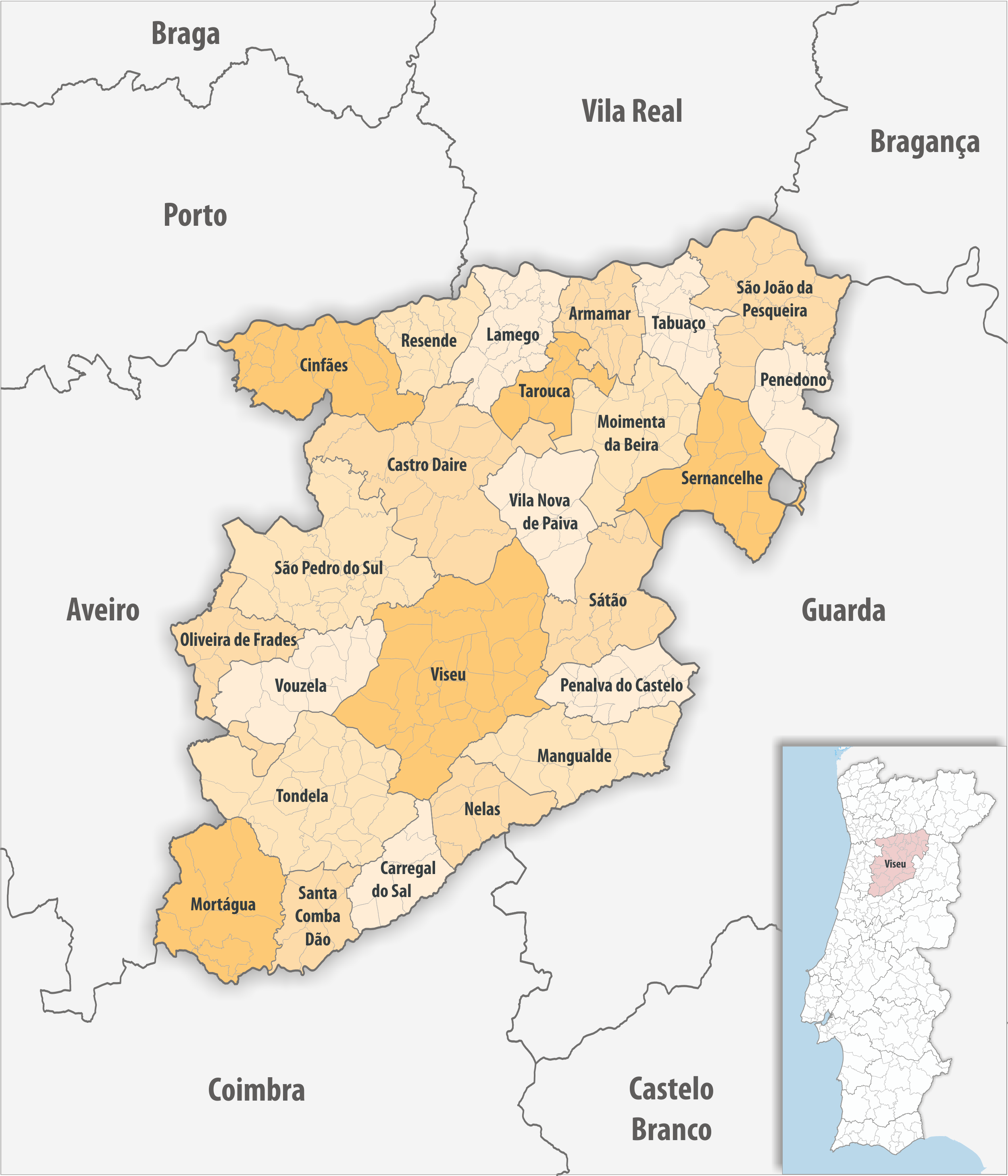
Viseu kerület községei

| - Armamar - Carregal do Sal - Castro Daire - Cinfães - Lamego - Mangualde - Moimenta da Beira - Mortágua | - Nelas - Oliveira de Frades - Penalva do Castelo - Penedono - Resende - Santa Comba Dão - São João da Pesqueira - São Pedro do Sul | - Sátão - Sernancelhe - Tabuaço - Tarouca - Tondela - Vila Nova de Paiva - Viseu - Vouzela |

## Fordítás
Ez a szócikk részben vagy egészben  a   Viseu District című angol Wikipédia-szócikk ezen változatának fordításán alapul.  Az eredeti cikk szerkesztőit annak laptörténete sorolja fel. Ez a jelzés csupán a megfogalmazás eredetét és a szerzői jogokat jelzi, nem szolgál a cikkben szereplő információk forrásmegjelöléseként.

## Külső hivatkozások
- Viseu kerület önkormányzatának honlapja